# بهافا نجر
بهافا نجر رمزها «BV» (بالإنجليزية: Bhavnagar)‏ ، هو تقسيم إداري لدولة الهند تتبع ولاية غوجارات (بالإنجليزية: Gujarat)‏ ، مركزها هو مدينة بهافا نجر (بالإنجليزية: Bhavnagar)‏ عدد سكانها حسب تعداد سنة 2001 هو 2,469,264 ، مساحتها 11,155 كم² وكثافة السكان 221 لكل كم² .

## المناخ
يظهر الجدول التالي التغييرات المناخية على مدار السنة لبهافا نجر:
| البيانات المناخية لـبهافا نجر                                                    | البيانات المناخية لـبهافا نجر | البيانات المناخية لـبهافا نجر | البيانات المناخية لـبهافا نجر | البيانات المناخية لـبهافا نجر | البيانات المناخية لـبهافا نجر | البيانات المناخية لـبهافا نجر | البيانات المناخية لـبهافا نجر | البيانات المناخية لـبهافا نجر | البيانات المناخية لـبهافا نجر | البيانات المناخية لـبهافا نجر | البيانات المناخية لـبهافا نجر | البيانات المناخية لـبهافا نجر | البيانات المناخية لـبهافا نجر |
| الشهر                                                                            | يناير                         | فبراير                        | مارس                          | أبريل                         | مايو                          | يونيو                         | يوليو                         | أغسطس                         | سبتمبر                        | أكتوبر                        | نوفمبر                        | ديسمبر                        | المعدل السنوي                 |
| -------------------------------------------------------------------------------- | ----------------------------- | ----------------------------- | ----------------------------- | ----------------------------- | ----------------------------- | ----------------------------- | ----------------------------- | ----------------------------- | ----------------------------- | ----------------------------- | ----------------------------- | ----------------------------- | ----------------------------- |
| الدرجة القصوى °م (°ف)                                                            | 44 (111)                      | 40 (104)                      | 44 (111)                      | 44 (111)                      | 54 (129)                      | 42 (108)                      | 40 (104)                      | 42 (108)                      | 41 (106)                      | 43 (109)                      | 42 (108)                      | 40 (104)                      | 54 (129)                      |
| متوسط درجة الحرارة الكبرى °م (°ف)                                                | 27.7 (81.9)                   | 30.2 (86.4)                   | 34.7 (94.5)                   | 37.6 (99.7)                   | 39.4 (102.9)                  | 34.5 (94.1)                   | 33 (91)                       | 32.2 (90.0)                   | 33 (91)                       | 34.2 (93.6)                   | 31.7 (89.1)                   | 28.6 (83.5)                   | 33.1 (91.5)                   |
| المتوسط اليومي °م (°ف)                                                           | 19.4 (66.9)                   | 22.4 (72.3)                   | 27.1 (80.8)                   | 30.7 (87.3)                   | 32.6 (90.7)                   | 32.3 (90.1)                   | 29.5 (85.1)                   | 28.5 (83.3)                   | 28.5 (83.3)                   | 28.3 (82.9)                   | 24.8 (76.6)                   | 21.3 (70.3)                   | 27.1 (80.8)                   |
| متوسط درجة الحرارة الصغرى °م (°ف)                                                | 11.2 (52.2)                   | 14.7 (58.5)                   | 19.5 (67.1)                   | 23.8 (74.8)                   | 25.9 (78.6)                   | 27.1 (80.8)                   | 26 (79)                       | 24.8 (76.6)                   | 24.1 (75.4)                   | 22.4 (72.3)                   | 17.9 (64.2)                   | 14.1 (57.4)                   | 21.0 (69.7)                   |
| أدنى درجة حرارة °م (°ف)                                                          | 7 (45)                        | 8 (46)                        | 9 (48)                        | 18 (64)                       | 20 (68)                       | 11 (52)                       | 16 (61)                       | 12 (54)                       | 16 (61)                       | 15 (59)                       | 9 (48)                        | 2 (36)                        | 2 (36)                        |
| الهطول مم (إنش)                                                                  | 1 (0.0)                       | 0 (0)                         | 3 (0.1)                       | 3 (0.1)                       | 4 (0.2)                       | 49 (1.9)                      | 223 (8.8)                     | 154 (6.1)                     | 122 (4.8)                     | 25 (1.0)                      | 8 (0.3)                       | 1 (0.0)                       | 593 (23.3)                    |
| متوسط الأيام الممطرة                                                             | 0                             | 0                             | 0                             | 0                             | 1                             | 6                             | 10                            | 8                             | 5                             | 1                             | 0                             | 0                             | 31                            |
| متوسط الرطوبة النسبية (%)                                                        | 48                            | 42                            | 41                            | 44                            | 53                            | 64                            | 75                            | 80                            | 75                            | 56                            | 49                            | 50                            | 56                            |
| المصدر #1: Climate-Data.org (altitude: 26m) Voodoo Skies for record temperatures |                               |                               |                               |                               |                               |                               |                               |                               |                               |                               |                               |                               |                               |
| المصدر #2: Weatherbase for rainy days and humidity[بحاجة لمصدر أفضل]             |                               |                               |                               |                               |                               |                               |                               |                               |                               |                               |                               |                               |                               |

## أعلام
- شيلدون جاكسون
- أشوك باتل